# Go Ahead Eagles
Go Ahead Eagles – holenderski klub piłkarski, grający w Eredivisie i mający siedzibę w mieście Deventer. Został założony w 1902 roku, a domowe mecze rozgrywa na stadionie De Adelaarshorst, który może pomieścić 6400 widzów. Największe sukcesy osiągał przed II wojną światową, kiedy to czterokrotnie zdobywał mistrzostwo Holandii (1917, 1922, 1930, 1933).

## Sukcesy
- Mistrzostwa Holandii:
  - mistrzostwo (4): 1916/1917, 1921/1922, 1929/1930, 1932/1933
- Puchar Holandii:
- Zwycięstwo (1): 2024/2025
- finał (1): 1964/1965

## Europejskie puchary
Legenda do wszystkich tabel:
- Q – runda eliminacyjna, 1/16, 1/8, 1/4, 1/2 – odpowiednia faza rozgrywek, Grupa – runda grupowa, 1r gr – pierwsza runda grupowa, 2r gr – druga runda grupowa, F – finał, R – runda, PO – play-off
- k. – rzuty karne, los. – losowanie, Dogr. – dogrywka, w. – zasada bramek strzelonych na wyjeździe

| Sezon   | Rozgrywki                 | Runda       | Przeciwnik      | Dom   | Wyjazd | Ogólnie |
| ------- | ------------------------- | ----------- | --------------- | ----- | ------ | ------- |
| 1965/66 | Puchar Zdobywców Pucharów | 1R          | Celtic F.C.     | 0–6   | 0–1    | 0–7     |
| 2015/16 | Liga Europy               | 1Q          | Ferencvárosi TC | 1–1   | 1–4    | 2–5     |
| 2024/25 | Liga Konferencji          | 2Q          | Brann           | 0–0   | 1–2    | 1–2     |
| 2025/26 | Liga Europy               | Faza ligowa |                 | – (D) | – (D)  | –       |
| 2025/26 | Liga Europy               | Faza ligowa | – (W)           |       |        | –       |
| 2025/26 | Liga Europy               | Faza ligowa | – (D)           |       |        | –       |
| 2025/26 | Liga Europy               | Faza ligowa | – (W)           |       |        | –       |
| 2025/26 | Liga Europy               | Faza ligowa | – (D)           |       |        | –       |
| 2025/26 | Liga Europy               | Faza ligowa | – (W)           |       |        | –       |
| 2025/26 | Liga Europy               | Faza ligowa | – (D)           |       |        | –       |
| 2025/26 | Liga Europy               | Faza ligowa | – (W)           |       |        | –       |

## Skład na sezon 2017/2018
| Nr | Poz. | Piłkarz                                       |
| -- | ---- | --------------------------------------------- |
| 1  | BR   | Sonny Stevens                                 |
| 3  | OB   | Rick Ketting                                  |
| 4  | OB   | Xandro Schenk                                 |
| 5  | OB   | Lum Rexhepi                                   |
| 6  | PO   | Brem Soumaoro                                 |
| 7  | PO   | Stefano Beltrame (wypożyczony z Juventusu)    |
| 8  | PO   | Joey Suk                                      |
| 11 | NA   | Pieter Langedijk                              |
| 14 | PO   | Sjoerd Overgoor                               |
| 16 | BR   | Maarten de Fockert (wypożyczony z Heerenveen) |
| 18 | OB   | Levi Opdam (wypożyczony z AZ Alkmaar)         |
| 19 | NA   | Sam Hendriks                                  |
| 20 | OB   | Robin Buwalda (wypożyczony z NEC Nijmegen)    |

| Nr | Poz. | Piłkarz                                       |
| -- | ---- | --------------------------------------------- |
| 21 | NA   | Givan Werkhoven                               |
| 22 | OB   | Hamid Zarbaf                                  |
| 23 | BR   | Mark Sprenkelink                              |
| 24 | PO   | Orhan Džepar                                  |
| 25 | PO   | Thijs Dekker                                  |
| 26 | NA   | Patrick Maneschijn                            |
| 27 | OB   | Dennis Hettinga                               |
| 28 | PO   | Aaron Nemane (wypożyczony z Manchesteru City) |
| 31 | OB   | Sam Beukema                                   |
| 32 | OB   | Joey Groenbast                                |
| 34 | OB   | Mauro Savastano (wypożyczony z Ajaksu)        |
| 37 | NA   | Bruno Andrade                                 |